# Frank Pike

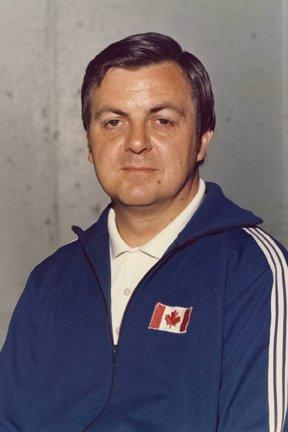
Imagem do Treinador canadense Frank Pike.

Frank Pike (26 de março de 1930 - 1 de junho de 2010) foi um futebolista e treinador de futebol canadense.